# لوريتو (مدينة)
لوريتو ( /ləˈrɛtoʊ/ lə-RET-oh، US also /ləˈreɪtoʊ/ lə-RAY-toh،  Italian: ‎[loˈreːto]‏ ) هي بلدة تقع في مقاطعة تابعة لمقاطعة أنكونا الإيطالية، في ماركي. يُعرف أكثر باسم مقر بازيليكا ديلا سانتا كاسا، موقع الحج الكاثوليكي الشهير.

## موقع
تقع لوريتو على ارتفاع 127 متر (417 قدم) فوق مستوى سطح البحر على الضفة اليمنى لنهر موسون و22 كيلومتر (14 ميل) بالسكك الحديدية جنوب شرق أنكونا مثل العديد من الأماكن في ماركي، فإنه يوفر مناظر جيدة من أبينيني إلى البحر الأدرياتيكي.

## المعالم السياحية الرئيسية
تحتل المعالم الاثريه الرئيسية في المدينة الجوانب الأربعة للساحة: كلية اليسوعيين. قصر كومونالي (سابقًا ابوستوليكو سابقا)، الذي صممه برامانتي، والذي يضم معرضًا فنيًا مع أعمال لورنزو لوتو وفويت وانيبالي كاراتشي بالإضافة إلى مجموعة من المايوليكا وضريح البيت المقدس ( سانتواريو ديلا ). كما انه يضم خطًا ضخمًا من الجدران، صممه المهندس المعماري (والمهندس العسكري) أنطونيو دا سانجالو الأصغر، والذي تم تشييده من عام 1518 وتم تعزيزه في القرن السابع عشر.

## صالة عرض

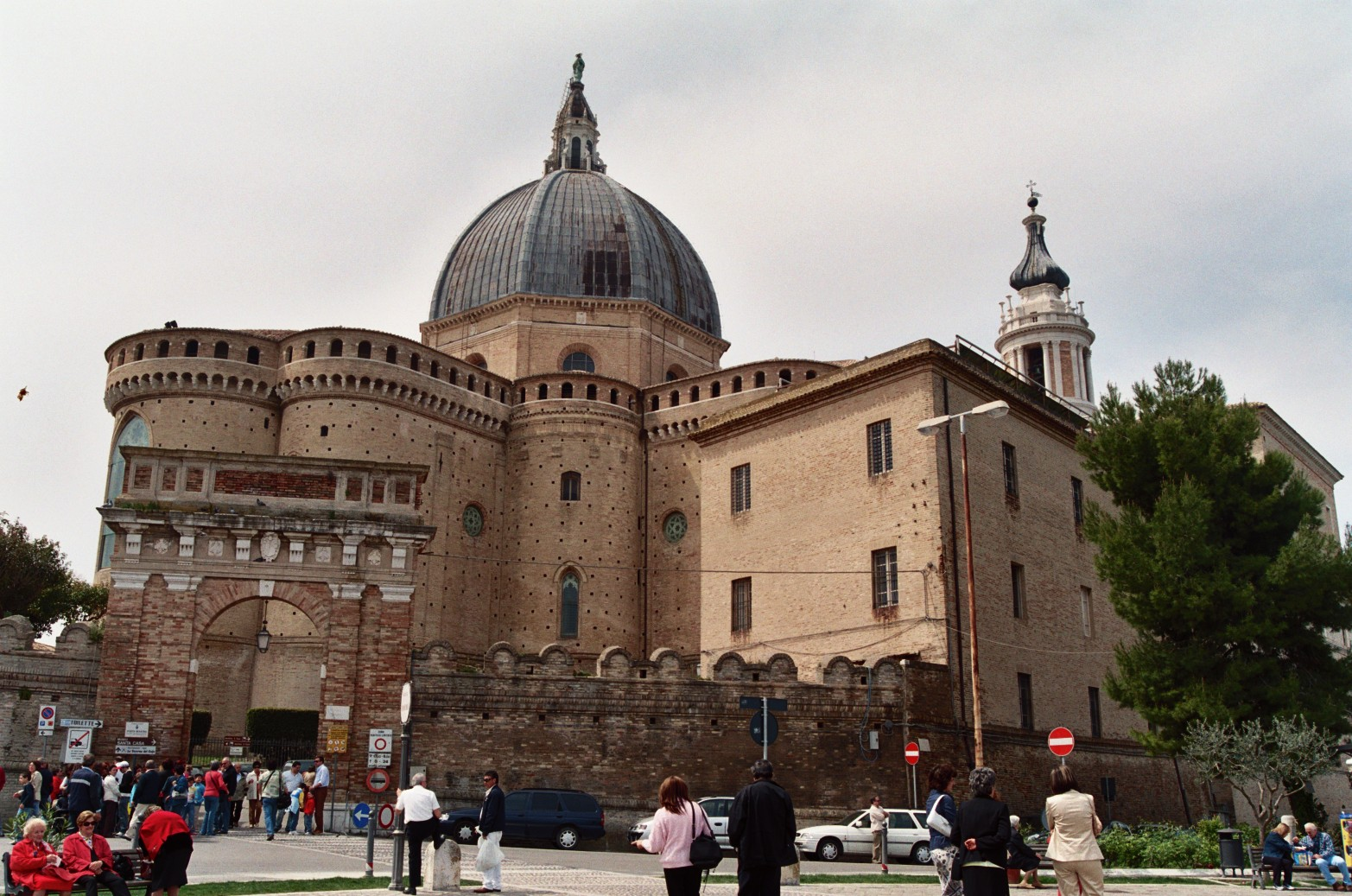
كنيسة ديلا سانتا كاسا من الخلف
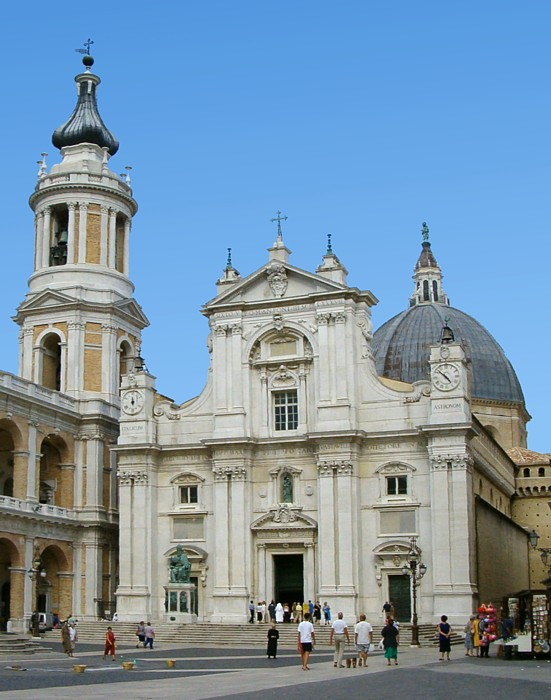
بازيليكا ديلا سانتا كاسا

## المدن التوأم والمدن الشقيقة
لوريتو توأمة مع:
- ماريازيل
- فاطمة[7]
- آلتوتينغ[7]
- تشيستوخوفا[7]
- لورد[7]
- الناصرة[8][9]
- حريصا[10]
- غوينزيلم[11]

## أنظر أيضا
- مزارات لمريم العذراء
- راهبات لوريتو

## روابط خارجية
- الموقع الرسمي
- الموقع الرسمي للحرم المقدس
- مقالة الموسوعة الكاثوليكية لوريتو